# Рид, Франсин
Франсин Рид (англ. Francine Reed; 11.7.1947, тауншип Пемброк, Иллинойс, США) — американская блюзовая певица. Номинант Blues Music Awards в номинациях «Исполнительница соул-блюза» (1997, 2002), «Песня года» (1997) . Сестра джазовой певицы Марго Рид и блюзового певца Майкла Рида. 

## Биография
Франсин Рид родилась в 1947 году в Иллинойсе, с пяти лет начала петь в церкви в госпел-группе своего отца The Original Singing Crusaders. В 1973 году певица переехала в Финикс, к тому времени уже родив четверых детей, где стала петь вечером в ночных клубах вместе со своей сестрой Марго, а днём работать на разных работах . Она выступала на разогреве у таких музыкантов, как Майлз Дэвис, Этта Джеймс, Смоки Робинсон и The Crusaders. 
В начале 1980-х она познакомилась с техасским музыкантом Лайлом Ловеттом и с 1985 года она начала с ним записываться и гастролировать в качестве бэк-вокалистки и иногда дуэтистки. Некоторые из этих записей получили Грэмми и продавались «платиновыми» тиражами. Бэк-вокал Франсин Рид можно также услышать в записях Делберта МакКлинтона, Вилли Нельсона и Роя Орбисона. Наибольшую известность Франсин Рид принесло исполнение классической блюзовой песни «Wild Women (Don't Get the Blues)», написанной в 1924 году Айдой Кокс. 
В середине 1990-х она переехала в Атланту, штат Джорджия , где часто выступала в клубе Blind Willie's в районе Вирджиния-Хайленд. В 1995 году она выпустила свой первый сольный альбом I Want You to Love Me, который  достиг седьмой позиции в блюзовом чарте [[Billboard] , а в 1996 году Can't Make It On My Own, с которым получила номинацию Blues Music Awards как лучшая певица соул-блюза, а её версия песни «Can’t Make it on My Own» была номинирована на звание лучшей песни года . 
В 2016 году певица вернулась в Финикс и прекратила гастроли.
Введена в Зал славы блюза Аризоны (1997), Зал славы блюза Джорджии (2014). Песню в исполнении Франсин Рид можно услышать в фильме Фирма 1993 года. 
«Голос Франсин Рид бархатисто-гладкий с шероховатой гранью, который может быть успокаивающим или дерзким, душевным или непристойным» 
«Она прославилась своим мощным голосом и властным сценическим присутствием, представляя на сцене эклектичную смесь джаза, блюза и R&B» .
Сама Рид, говоря о тех, кто оказал на неё влияние, называет Кармен Макрей («ее фразировка»), Эллу Фицджеральд («как она скэтит») и Нэнси Уилсон («такая плавная») .

## Дискография
- 1995: I Want You To Love Me (Ichiban International)
- 1996: Can't Make It On My Own (Ichiban International)
- 1999: Shades Of Blue (Platinum)
- 2001: I Got A Right! (…To Some Of My Best) (CMO Records)
- 2015: Wild Hearted Woman (Fervor Records)